# Капитан Немо
Капита́н Не́мо (лат. Nemo — «Никто») — персонаж романов Жюля Верна. Инженер, изобретатель, конструктор, учёный-океанолог, борец против британского колониализма. Создатель и командир фантастического подводного корабля «Наутилус», который действует в двух романах Жюля Верна: «Двадцать тысяч лье под водой» и «Таинственный остров», составляющими вместе с романом «Дети капитана Гранта» трилогию, объединённую общими героями. Капитан Немо фигурирует также в примечании к роману «Ледяной сфинкс».
В трилогии, в части касающейся капитана Немо, роман «Двадцать тысяч лье под водой», является вступительным произведением, в котором только начинает раскрываться его история.
В рукописи романа «Двадцать тысяч лье под водой» капитан дважды именуется Хуаном Немо. Там же встречается и другой вариант имени капитана: Eghiet Anardill.

## В книгах
Капитан Немо первоначально был задуман Жюлем Верном как польский дворянин, стремящийся отомстить за убийство своей семьи во время насильственного подавления Россией Январского восстания. Однако издатель Этцель решительно воспротивился такому решению, которое могло бы иметь совершенно нежелательные политические последствия. В результате Верн крайне неохотно отказался от польского следа. В письме Этцелю от 11 июня 1869 года он пишет: «Уберём поляка и русского. Пусть читатель предполагает то, что пожелает, в зависимости от своего умонастроения».
Капитан Немо превратился в бунделкхандского принца — Даккара, возглавившего в 1850-х годах восстание индийских сипаев против Британии и её колониальных войск, поработивших его родную страну — Индию. Восстание окончилось поражением сипаев. Спустя некоторое время Индия снова оказалась под владычеством Британии и британских колониальных войск. За голову Даккара — предводителя мятежников — была назначена огромная цена. По непроверенным сведениям, жену и двоих детей принца англичане взяли в заложники и убили в плену, а сам он был вынужден скрываться.
Иногда (ошибочно), образ капитана Немо ассоциируется с Нана Саибом (Данду-Пан) — одним из вождей восстания сипаев, героем более позднего романа Жюля Верна «Паровой дом», но сам автор их никак не связывает, разве что принц Даккар, как и Нана Саиб — родственник Типпо Саиба (племянник). В описании автора Нана Саиб совершенно непривлекателен: это кровожадный бандит, не жалеющий ни женщин, ни детей. К тому же у Нана Саиба на левой руке не хватало пальца, пожертвованного им для организации своих собственных ритуальных похорон во избежание дальнейших преследований (рассказывая об игре капитана Немо (принца Даккара) на органе, Жюль Верн никогда не упоминает о каких-либо дефектах его пальцев). Главная ошибка этих многолетних размышлений — представить похороны Данду-Пана (Нана Саиба), как похороны капитана Немо.
Благодаря блестящему разностороннему образованию, полученному в Европе, огромному богатству и многочисленным личным талантам, принц Даккар спроектировал и, с горсткой верных ему людей, собрал (из ранее созданных по его заказу частей) на отдалённом островке Тихого океана совершенный для тех времён подводный корабль — «Наутилус», на котором вместе с единомышленниками отправился в плавание.
С тех пор первый человек, шагнувший в глубины океана, потерял, по собственному выражению, и веру, и Родину, и имя — и стал называться капитаном Немо («Никто»). Он утверждал, что навсегда умер для земли и всех людей, объявив таким образом протест всему миру. Принципиально не употребляя ни для каких нужд своей жизни веществ наземного происхождения и стараясь не выходить на сушу, капитан Немо попытался обрести душевный покой в океанских просторах… Влюблённый в море, Немо считал, что только там человек может спастись от несправедливостей общества и жить истинно свободной жизнью.
Море не подвластно деспотам. На его поверхности они ещё могут воевать и убивать друг друга, но на глубине десяти футов их власть кончается… Ах, профессор, живите в глубине морей! Только здесь человек воистину свободен! Только здесь его никто не может угнетать!Жюль Верн. «Двадцать тысяч льё под водой»
Немо описывается как волевой человек, жёсткий и порой даже жестокий. Так и не обретя желанного покоя в океанских глубинах, он продолжает мстить англичанам, виновникам его личных бед и бед его Родины: на глазах профессора Аронакса и его спутников, попавших на «Наутилус», Немо топит английский военный фрегат.
– Я сам право и суд! – сказал он. – Я угнетённый, а вон мой угнетатель! Он отнял у меня всё, что я любил, лелеял, обожал: отечество, жену, детей, отца и мать! А всё, что я ненавижу, там, на этом корабле!Жюль Верн. «Двадцать тысяч льё под водой»
Тем не менее, ему свойственны и широта души, и небезразличие к судьбам мира. Декларируя свою отстранённую позицию, капитан Немо помогает борцам за свободу на Крите, спасает индуса-ныряльщика за жемчугом.
Это был индус — житель угнетённой страны. До последнего вздоха я буду на стороне угнетённых, и всякий угнетённый был, есть и будет мне братом!Жюль Верн. «Двадцать тысяч льё под водой»
Прямо говорится о том, что Немо, поднимая с погибших кораблей ценности, передаёт их тем, кто на суше борется за права угнетённых.
Неужто же я собираю для себя это золото? Кто вам сказал, что оно не пойдёт на доброе дело? Неужто я не знаю, что на земле существуют обездоленные люди, угнетённые народы? Несчастные, нуждающиеся в помощи жертвы, вопиющие об отмщении!Жюль Верн. «Двадцать тысяч льё под водой», «Греческий архипелаг»
Немо — человек-тайна. В нём уживается гордость, решительность, железная воля, отстранённость — и милосердие, способность бурно выражать чувства, живой интерес ко всему. После встречи с профессором Аронаксом капитан Немо продолжает своё плавание по океану. Спустя годы, когда все члены его команды умирают, он остаётся один и вынужден найти себе пристанище в подземном озере вулканического острова к востоку от Австралии, где некоторое время тайно помогает внезапно оказавшимся на острове путешественникам («Таинственный остров»). Им он в конце концов раскрывает тайну своей жизни и вскоре умирает. Подводя итоги своей жизни, капитан Немо говорит:
Всю свою жизнь я делал добро, когда мог, и зло, когда это было необходимо. Прощать обиды врагам — не значит быть справедливым.Жюль Верн. «Таинственный остров»
Несмотря на сюжетную завершённость романов Жюля Верна, сложная личность и судьба капитана Немо не могут быть описаны до конца, поэтому его образ часто используется многими интерпретаторами до сих пор.
Капитан Немо является талантливым учёным, инженером и исследователем океана, а также разбирается в искусстве; он — художник, ценитель музыки. На его «Наутилусе» собраны настоящие шедевры литературы, поэзии, подлинные картины и скульптуры великих мастеров. Немо владеет многими языками мира: в совершенстве знает, по меньшей мере, французский, английский, немецкий и латынь.

### Хронология романов и возраст капитана
Образ капитана Немо, точнее, его загадочно быстрое старение, наглядно подчёркивает хронологическую путаницу в трилогии Жюля Верна. Так, действие романа «Двадцать тысяч льё под водой» заканчивается в 1868 году, когда капитан в расцвете сил и здоровья, никак не старше 50 лет. Но в романе «Таинственный остров» уже в канун 1869 года Немо предстаёт древним умирающим стариком.

В главах 15—17 третьей части романа «Таинственный остров» Жюль Верн косвенно даёт точную дату смерти капитана — 16 октября 1868 года, а в главе 16-й излагает историю принца Даккара, указывая, что тот вернулся в Индию в 1849 году в возрасте 30 лет. Отсюда вытекает дата рождения капитана — около 1819 года, и, следовательно, на момент смерти в 1868 году капитану Немо должно было быть около 49 лет. Но согласно изложенным в этой же главе фактам, капитан намного старше этого возраста и должен быть по крайней мере «ровесником века», или даже родившимся на исходе XVIII века. Пожалуй, единственной попыткой самого Верна ослабить противоречия была фраза, вложенная им в уста профессора Аронакса в момент его первой встречи с капитаном:
Сколько было лет этому человеку? Ему можно было дать и тридцать пять и пятьдесят!Жюль Верн. «Двадцать тысяч льё под водой». Гл. 8.
Сопоставление хронологии романов «Двадцать тысяч льё под водой» и «Таинственный остров» также приводит к противоречиям. Если в 16-й главе романа «Таинственный остров» утверждается, что принц Даккар принимал активное участие в восстании сипаев, начавшемся в 1857 году, то в 1 главе первой части романа «Двадцать тысяч льё под водой» 1857 год указывается как первая встреча корабля «Кастиллан» с «Наутилусом».
При этом в 11 главе утверждается, что «Наутилус» был построен не ранее 1865 года.
Первая подтверждённая Жюлем Верном встреча «Наутилуса» с пароходом «Моравия» датирована 5 марта 1867 года; в романе «Двадцать тысяч льё под водой» чётко определены хронологические рамки нахождения Пьера Аронакса и его спутников на борту подводного судна: с 6 ноября 1866 года по 22 июня 1867 года. В любом случае, капитан Немо в этот период не мог помогать беженцам из США, невольно ставшими жителями острова Линкольна, так как находился далеко от этих мест. Более того, он не мог спасти Сайреса Смита 24 марта 1865 года, так как только что построенный «Наутилус» ещё не стал узником островной пещеры, а только начинал свой путь по морям и океанам.
Неясно, каким образом повествование профессора Аронакса стало известно беглецам из США-островитянам. Ведь ранее бежавший от капитана Немо профессор Аронакс должен был за срок от четырёх до 16 месяцев не только вернуться в Париж, но и написать и опубликовать книгу, которая затем должна была поступить в продажу и распространиться по миру. При этом единственным средством доставки книги о путешествии профессора Аронакса и его попутчиков Сайресу Смиту и его товарищам был корабельный сундук с затопленного корабля, прибитый к острову Линкольна, когда по одной версии Аронакс ещё не попал на «Наутилус», а по второй — находился на свободе чуть больше трёх месяцев. Тем не менее, в ночь с 15-го на 16-е октября 1868 года, попав в островную пещеру, Сайрес Смит и Гедеон Спилет, независимо друг от друга, тут же узнают подводную лодку «Наутилус», и Смит шепчет имя капитана Немо, которое, «очевидно, было знакомо журналисту, ибо произвело на него глубокое впечатление».
За этот же срок — три месяца и 24 дня (при достоверности даты 22 июня 1868 года, указанной в романе «Двадцать тысяч льё под водой»), — капитан Немо должен был потерять весь свой экипаж и состариться. При этом, сам капитан Немо утверждает в своей предсмертной беседе, что уже тридцать лет (то есть с 1838 года) живёт в морских глубинах и не имеет связи с внешним миром, а на острове находится уже шесть лет (то есть с 1862 года). В той же беседе, противореча самому себе, капитан убеждает островитян, что профессор Аронакс попал к нему на корабль 16 лет назад, то есть в 1852 году (а не в 1866 году, как Немо сам им затем сообщил), за пять лет до восстания сипаев, которое побудило его порвать с миром людей. Было бы разумно, если бы этот срок отсылал читателя к 1882 году как к году смерти капитана, что снимало бы некоторые временны́е парадоксы капитана Немо, но в этом случае Сайрес Смит и его спутники провели бы на острове Линкольна 17 лет и превратились бы в людей преклонного возраста, а подростку Герберту было бы уже около тридцати лет.

## Образ Немо в кино
Трактовка образа капитана Немо в кино варьируется очень широко.
В части кинолент образ Капитана практически аналогичен литературному — это сильный, волевой, жёсткий к своим врагам, но не лишённый сострадания к людям человек, настоящий, увлечённый своим делом учёный, исследователь морских глубин. Его нельзя однозначно определить как безусловно положительного или отрицательного героя.
В советском фильме «Капитан Немо» Немо показан с явной симпатией и сочувствием к сипаям. Его личная судьба и борьба с английскими колонизаторами, прекрасно вписывающиеся в советскую трактовку национально-освободительной борьбы и оценку её героев, оправдывают в глазах зрителей и суровый характер капитана, и то зло, которое он вынужден приносить людям.
В соответствии с этой трактовкой фильм дополнен эпизодами «внекорабельной» жизни капитана, передачей жене Аронакса (вообще отсутствующей в романе) сообщений о том, что профессор жив, существенно подправлена и концовка истории: капитан в курсе планов побега и до конца отслеживает действия Аронакса, Ленда и Конселя, но сознательно допускает их бегство, то есть фактически добровольно отпускает пленников на свободу. Более того, через брошенный на берегу металлический ящик он передаёт бежавшим письмо и их вещи. В фильме явно не показано, что капитан помог беглецам спастись, когда их лодку разломило в водовороте, но такой вывод напрашивается из обстоятельств спасения.
Однако в бо́льшей части фильмов, снятой Голливудом и другими студиями (в том числе и мультипликационными), капитан Немо показан как злодей, эгоист, стремящийся к власти, или даже как сумасшедший.
Экранизации
- Двадцать тысяч льё под водой (США, 1916). Фильм, снятый при непосредственном участии сына Жюля Верна — Мишеля. В роли — Аллен Холубар.
- Таинственный остров (СССР, 1941). В роли Николай Комиссаров
- Двадцать тысяч льё под водой (США, 1954). В роли Джеймс Мэйсон
- Таинственный остров (Великобритания—США, 1961). В роли Герберт Лом.
- Похищенный дирижабль (Чехословакия, 1967). В роли Вацлав Швец.
- Капитан Немо и подводный город (Великобритания, 1969). В роли Роберт Райан.
- Таинственный остров Испания—Италия—Франция—Камерун, 1973. (в советском прокате 1976 года — «Таинственный остров капитана Немо»). В роли Омар Шариф
- Капитан Немо (СССР, 1975). В роли Владислав Дворжецкий.
- Возвращение капитана Немо (США, 1978). В роли Хосе Феррер.
- Таинственный остров (Канада — Новая Зеландия, 1995). В роли Джон Бах.
- 20000 лье под водой. Сериал (США—Австралия, 1997). В роли капитана Майкл Кейн.
- 20000 лье под водой. Фильм (США, 1996). В роли Бен Кросс.
- Лига выдающихся джентльменов (США, 2003). В роли Насируддин Шах
- Таинственный остров (США—Таиланд—Германия, 2005). В роли Патрик Стюарт
- Наутилус: Повелитель океана (США, 2007). В роли Шон Лоулор.
- Однажды в сказке. Сериал (США, 2017). В роли Фаран Таир.

## В произведениях других авторов
- Существует серия романов «Дети капитана Немо» Хольбайна, рассказывающая о сыне капитана Немо, — Майке.[8]
- Капитан Немо, наряду с другими персонажами Жюля Верна, оживает в пародийном романе Альбера Робида «Необычайные путешествия Сатюрнена Фарандуля» (1879).
- Татьяна Гнедина — «Острова на кристаллах воображения» — 1964 г., повесть, которая рассказывает об удивительной встрече семиклассника Сёмы с людьми, нашедшими с помощью капитана Немо спасение на островах подземного моря.
- Герои романа итальянского прозаика и журналиста Артуро Кароти «Наследство капитана Немо» (1904), спасаясь от смертельной опасности в южноафриканских рудниках, попадают в удивительную страну, населённую доисторическими животными и растениями, где обнаруживают члена экипажа легендарного капитана Немо.
- Капитан Немо — один из центральных персонажей бельгийского комикса «20000 столетий под водой», связанного с Мифами Ктулху. Также в комиксе присутствуют постаревший профессор Аронакс и его слуга Консель.
- Чешский фантаст Йозеф Несвадба в 1962 году опубликовал цикл новелл «Смерть капитана Немо», главным героем которых является космический капитан далёкого будущего по прозвищу «капитан Немо».
- Капитан Немо — постоянный персонаж детского радиоспектакля «Клуб знаменитых капитанов» (1945—1982).
- Капитан Немо является одним из героев поэмы И.Бродского «Новый Жюль Верн» (1976).

## В музыке
- «Капитан Немо» — песня петербургской группы «Химера»[9].
- «Капитан Немо» — песня шведской группы Dive, более известная по каверу английской певицы Сары Брайтман (Sarah Brightman).
- «Капитан Нэмо» — песня русского ВИА «Бомбейские Шпингалеты», написанная на стихи Николая Столицына.
- «Капитан Немо» — песня русского композитора Якова Дубравина на слова Вольта Суслова
- «Капитан Немо» — песня группы «Левостороннее движение»
- «Капитан Немо» — песня группы Ace of Base.
- «Капитан Немо» — песня группы Dschinghis Khan (альбом «Helden, Schurken Und Der Dudelmoser»).
- Капитану Немо и подлодке «Наутилус» посвящена песня «Наутилус» советской рок-группы «Аттракцион»[10].
- Упоминается в песне группы «Зимовье Зверей» «Миф одиночества».
- Упоминается в сторилайне поэта Егора Сергеева «Дочь подполковника».[11]
- Упоминается в песне «Терминатор» группы Ленинград.
- «Капитан Немо» — песня немецкого ди-джея Бориса Брейчи (Boris Brejcha).

## Архитектурное сооружение
Крупнейший научно-технический музей Нидерландов, построенный в Амстердаме по проекту архитектора Ренцо Пьяно, называется музеем NEMO в честь капитана Немо.

## Космические объекты
В честь Немо 8 апреля 1982 года назван астероид (1640) — Немо, открытый 31 августа 1951 года Сильвеном Ареном в обсерватории Уккел, а 11 апреля 2018 года — кратер Немо на Хароне.